# Kotel, Bulgaria
Kotel (în bulgară Котел) este un oraș în centrală a Bulgariei. Aparține de  Obștina Kotel, Regiunea Sliven.

## Demografie
Componența etnică a orașului Kotel
     Romi (20,3%)
     Turci (1,05%)
     Bulgari (63,24%)
     Nicio identificare (12,4%)
     Altele (3%)
La recensământul din 2011, populația orașului Kotel era de 5.798 locuitori. Din punct de vedere etnic, majoritatea locuitorilor (63,24%) erau bulgari, existând și minorități de romi (20,3%) și turci (1,05%). Pentru 12,4% din locuitori nu este cunoscută apartenența etnică.

## Personalități născute aici
- Cristian Racovski (1873 - 1941), militant comunist, stabilit o perioadă și în România.